# بيتر أوهارا
بيتر أوهارا (بالإنجليزية: Peter O'Hara)‏ هو لاعب غولف أيرلندي، ولد في 21 أغسطس 1885 في Greenore ‏ في جمهورية أيرلندا، وتوفي في 11 أبريل 1977 في مقاطعة بروارد في الولايات المتحدة.